# Arthur Arno Wachmann
Arthur Arno Wachmann (* 8. März 1902 in Harburg; † 24. Juli 1990 in Hamburg) war ein deutscher Astronom. Er lehrte als Honorarprofessor an der Universität Hamburg.
Wachmann, Sohn von Agnes Wachmann, geborene Radtke, und des Malermeisters Johannes Wachmann, studierte nach dem Besuch der Oberrealschule in Hamburg dort, in Göttingen und an der Christian-Albrechts-Universität zu Kiel Astronomie. 1926 schloss er sein Studium ab und wurde in Kiel mit einer Dissertation über die Eigenbewegung von Sternen zum Doktor der Philosophie promoviert.
Im Jahr 1926 wurde er in Bamberg Assistent an der Remeis-Sternwarte
Ab 1927 arbeitete er an der Hamburger Sternwarte in Bergedorf. Zunächst als Assistent und ab 1941 als Observator, schließlich ab 1950 als Hauptobservator und Abteilungsleiter. Gemeinsam mit Arnold Schwassmann entdeckte er die periodischen Kometen 29P/Schwassmann-Wachmann 1, 31P/Schwassmann-Wachmann und 73P/Schwassmann-Wachmann 3. 1938 und 1939 hatte er die Asteroiden (1465) Autonoma, (1501) Baade und (1586) Thiele entdeckt. Er wurde mit Donohoe Comet Medals ausgezeichnet.
Von 1958 bis 1959 war Wachmann Assistent des Professors Fordham an der Universität New York, und 1961 Visitung Professor der Columbia-Universität in New York. Im Jahr 1962 wurde er Honorarprofessor der Universität Hamburg. Er war Mitglied in- und ausländischer astronomischer Gesellschaften.
Wachmann war katholisch und heiratete im Jahr 1933 Wilhelmine Steffen. Das Ehepaar bekam zwei Kinder, 1941 die spätere Verlegerin Inge (verheiratete Wezler) und 1937 den späteren Wanzenforscher Ekkehard Wachmann. 1969 Arthur Arno Wachmann trat er in den Ruhestand. Der Asteroid (1704) Wachmann wurde nach ihm benannt. Zuletzt lebte er in Reinbek bei Hamburg.